# Жилихово
Жилихово (бел. Жыліхава) — агрогородок в Бучатинском сельсовете Копыльского района Минской области Белоруссии. По состоянию на 1 января 2018 г. в Жилихово было 179 хозяйств, проживали 430 человек, в том числе 64 моложе трудоспособного, 283 трудоспособного возраста и 83 старше трудоспособного возраста.

## Транспортная сеть
Расположена на расстоянии 26 км на юг от Копыля, 146 км от Минска, 19 км от жд ст. Тимковичи на линии Осиповичи-Барановичи. Транспортные связи по шоссе Узда-Копыль-Тимковичи-Гулевичи. 

## История
В XVII в. деревня в Новогрудском повете и воеводстве Великого княжества Литовского, в Слуцком княжестве. Согласно инвентаря поместья Тимковичи за 1622 г., деревня в Быстрицкой волости, 21 волока земли, в том числе 19 тяглых. Жители отрабатывали барщину, часть платила чинш. В 1670 г. 30 «дымов», в 1691 г. 57 «дымов», 21 1/8 волок земли, 117 душ мужского пола. После второго раздела Речи Посполитой (1793) в составе Российской империи, в Слуцком уезде Минской губернии. В 1800 г. 88 дворов, 451 житель, собственность Радзивилла, имелась корчма. В 1816 г. 70 дворов. В середине XIX в. деревня в составе поместья Варшавка. В 1886 г. деревня в Быстрицкой волости Слуцкого уезда, 90 дворов, 781 житель, открыта школа грамоты (в 1890 г. 18 мальчиков). В 1897 г. 164 двора, 1038 жителей (в т. ч. 498 мужчин и 540 женщин) 1013 православных, работал хлебозапасный магазин, питейный дом, церковь. В 1909 г. 198 дворов, 1193 жителей. В 1906 г. открыта земская школа; в 1912 г. 1-классное училище. В 1917 г. 213 дворов, 1235 жителей. В 1920 г. начала работать школа первой ступени (в 1921 г. 2 учителя, 118 учеников), было 6 мельниц. В 1924 г. 223 двора, 1138 жителей. С 20 августа 1924 г. центр сельсовета в Краснослободском районе Слуцкого округа. В нач. 1930-х гг. создан колхоз «Большевик». С 20 февраля 1938 г. в Минской области. Во время Великой Отечественной войны с 27 июня 1941 г. по 1 июля 1944 г. деревня оккупирована немецко-фашистскими захватчиками, которые частично сожгли деревню. На фронте погибли 107 уроженцев. С 20 сентября 1944 г. в Бобруйской, с 8 января 1954 г. в Минской областях. С 8 августа 1954 г. в Копыльском районе. В 1960 г. 936 жителей, в сельсовете — 303 жителя. С 5 мая 1962 г. в Бучатинском сельсовете. В 1971 г. 222 двора, 770 жителей, детский сад, базовая школа, клуб, библиотека, фельдшерско-акушерский пункт, отделение связи, швейная мастерская, магазин; центр колхоза «Большевик». В 1997 г. 240 хозяйств, 590 жителей, машинный двор, ветпункт, средняя школа, Дом культуры, библиотека, отделение связи, магазин. В 2007 г. 206 хозяйств, 530 жителей, центр ЗАО «Жилихово». Работают (2010) средняя школа, Дом культуры, библиотека, спортивный зал и площадка, фельдшерско-акушерский пункт, автоматическая телефонная станция, отделение связи, предприятие общественного питания. Памятник землякам, погибшим в Великой Отечественной войне.